# Aznar I Galíndez

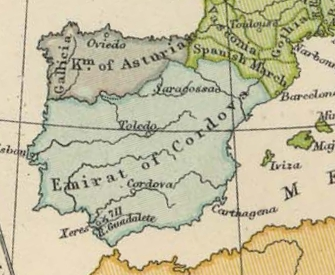
La marca di Spagna ai tempi di Carlo Magno.

Aznar Galíndez (Aznar anche in spagnolo, in aragonese, in galiziano e in portoghese, Asnar in catalano; seconda metà dell'VIII secolo – Urgell, dopo l'838), fu conte d'Aragona dall'809 all'823, poi conte di Urgell e Cerdagna dall'823 alla sua morte.

## Origine
La sua origine è alquanto incerta, ma secondo alcune fonti, egli era figlio di Galindo Garces, che secondo il Cartulario de San Juan de la Peña era conte in Aragona (in un documento di una donazione al Monastero di San Juan de la Peña, dell'agosto 828, Galindo Garces, viene citato come conte) e di Guldregut, di cui non si conoscono le ascendenze, che in un documento (una donazione al monastero di San Pedro de Siresa) del novembre 823, viene citata come moglie del conte Galindo.

## Biografia
Nell'809, alla morte del primo conte d'Aragona Aureolus, ricevette, dal re d'Aquitania, il figlio dell'imperatore, Carlo Magno, Ludovico, il titolo di conte d'Aragona, come vassallo dell'impero dei Franchi, con dominio su tutta la valle del fiume Aragón. Forse fu anche conte di Jaca, da cui dominava la valle.
Secondo il codice di Roda, sposò Eneca Garcés, figlia di Garcia Eneco probabilmente di famiglia guascona o basca.
In seguito sembra che Aznar si alleasse con i Baschi per combattere i Banu Qasi nella valle dell'Ebro. A seguito di questa guerra, secondo il codice di Roda, fu deposto a vantaggio di, suo genero, García Galíndez il Malvagio (?-844) e fu cacciato dall'Aragona; suo figlio Centulo fu ucciso dallo stesso García Galíndez il Malvagio, che aveva anche ripudiato Matrona, la figlia di Aznar.

Sempre secondo il codice di Roda, García Galíndez il Malvagio si era alleato invece con i Mori (i Banu Qasi) e con il re di Pamplona, Íñigo I Arista, di cui avrebbe sposato la figlia, Nunila.

L'esilio di Aznar, viene confermato dal documento n° III delle Memorias de la Real Academia de la Historia, Tomo IV, datato 26 agosto 863, in cui Guitisclo dichiara di avere ricevuto una proprietà dalla zia paterna, Eilona, che a sua volta l'aveva ricevuta dal padre, Aznar, quando era andato in esilio.
Secondo il codice di Roda queste vicende avvennero prima dell'814, perché Aznar andò nel regno dei Franchi e si prostrò ai piedi dell'imperatore, Carlo Magno.
Secondo lo storico, filologo e medievalista spagnolo José María Lacarra, specializzato nella Storia dell'Aragona e della Navarra, originario della Navarra, questi avvenimenti sarebbero invece posteriori di qualche anno, dopo l'820 e l'imperatore era Ludovico il Pio.

Chiunque sia stato l'imperatore, comunque, compensò Aznar con le contee di Urgell e Cerdagna, che dall'824, governò assieme al figlio, Galindo I Aznárez.
Secondo gli ANNALES REGNI FRANCORUM i conti Aznar e Ebalus, nell'824, furono inviati con le loro truppe a combattere nella zona di Pamplona, ma furono sconfitti e, mentre Aznar veniva lasciato libero di rientrare nelle sue contee, mentre Ebalus fu inviato prigioniero a Cordova; questo Aznar potrebbe essere però Aznar I Sánchez, Conte della Guascogna citeriore.
Non si conosce l'anno esatto della morte, ma secondo il codice di Roda, morì nella contea di Urgell, dove fu tumulato dopo l'838.

## Discendenza
Aznar da Eneca, ebbe, secondo il codice di Roda, tre figli (oppure quattro o cinque):
- Centulo Aznárez (?-prima dell'838), secondo il codice di Roda, fu ucciso da suo cognato, García Galíndez il Malvagio[6], che era succeduto a suo padre nel governo della contea d'Aragona
- Galindo Aznárez (?-867), Conte di Cerdagna, conte di Urgell e poi, secondo il codice di Roda, conte d'Aragona[12]
- Matrona Aznárez, che sposò García Galíndez il Malvagio (?-844), conte d'Aragona[6]. Ripudiata[6], nell'825
- Eilona Aznárez, menzionata in un documento dell'863[8]
- Un eventuale figlio maschio se il nipote Guitisclo non fosse figlio né di Centulo né di Galindo[8].

### Fonti primarie
- (LA)  Codice di Roda.
- (LA)  ANNALES REGNI FRANCORUM.
- (LA)  Memorias de la Real Academia de la Historia, Tomo IV.

### Letteratura storiografica
- Rafael Altamira, Il califfato occidentale, in «Storia del mondo medievale», vol. II, 1999, pp. 477–515.
- Gerhard Seeliger, Conquiste e incoronazione a imperatore di Carlomagno, in «Storia del mondo medievale», vol. II, 1999, pp. 358–396
- René Poupardin, I regni carolingi (840-918), in «Storia del mondo medievale», vol. II, 1999, pp. 583–635.
- (EN) The Development of Southern French and Catalan Society, 718-1050, su libro.uca.edu.